# Maestro di Marradi

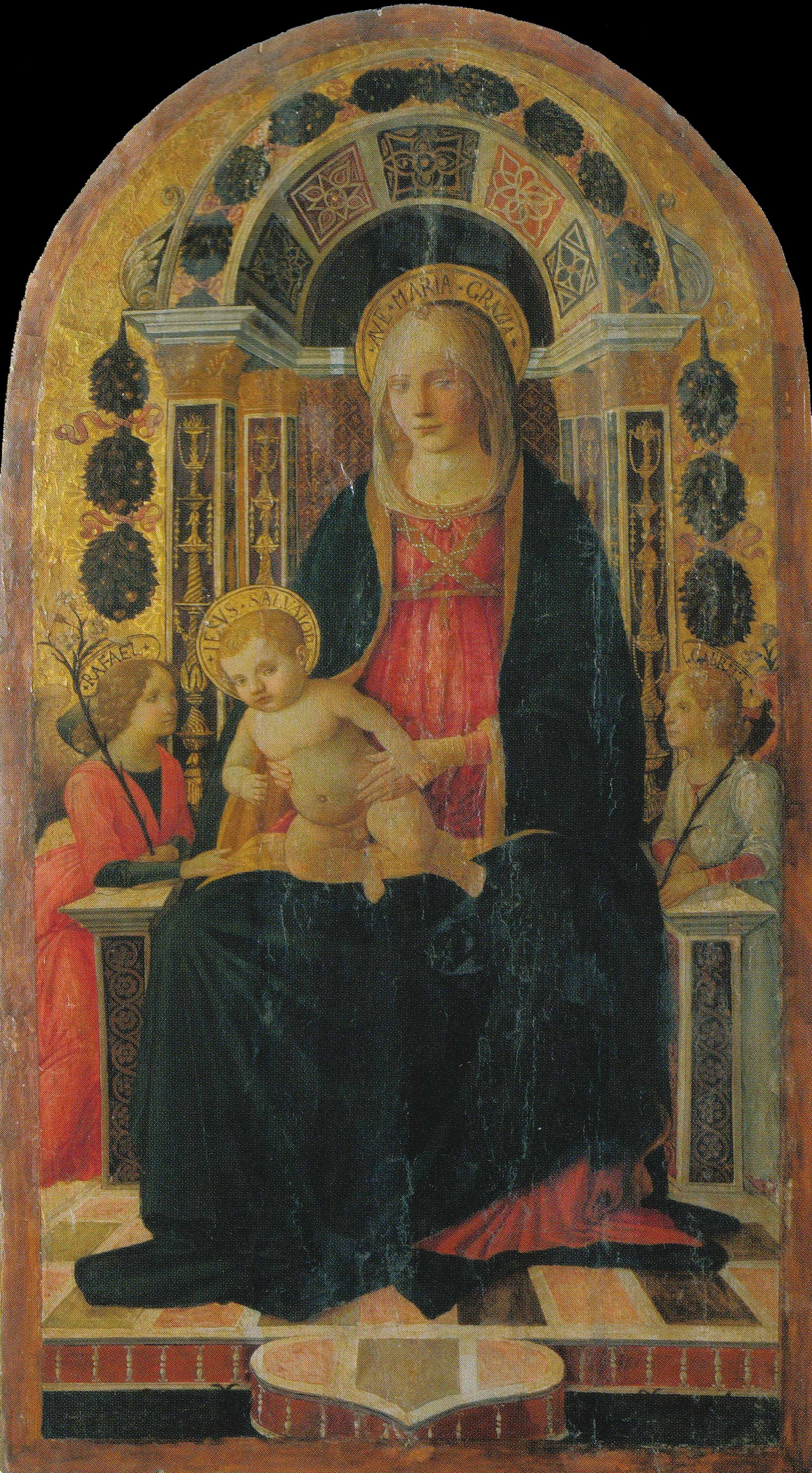
Maestro di Marradi, Madonna col Bambino tra gli arcangeli Raffaele e Gabriele, Museo di arte sacra (Tavarnelle Val di Pesa)

Maestro di Marradi (XV secolo) è stato un pittore italiano documentato tra il 1498 e il 1513.

## Biografia
Allievo di Domenico Ghirlandaio prende il suo nome da un gruppo di cinque dipinti un tempo situati nella Badia di Marradi. Da qualche anno per motivi di sicurezza le opere sono state trasferite nella chiesa parrocchiale di Marradi dove sono visibili al pubblico. A destra del polittico centrale (Madonna in trono col Bambino con ai lati San Lorenzo e San Giovanni Evangelista) è la Madonna della Misericordia, e a sinistra Santa Reparata e altri santi (opera restaurata nel suo splendore). In cima alla navata destra ancora Santa Reparata e a sinistra il Martirio di San Sebastiano. Infine nella sacrestia San Giovanni Gualberto, fondatore dell'ordine dei vallombrosani e della Badia di Santa Reparata a Marradi, in un fittizio trono drappeggiato che due angeli stanno per portare nella gloria celeste.
Oltre alle opere situate nella badia di Marradi a lui sono attribuite l'Annunciazione realizzata nel 1510 per la cappella del Seminario di Pesaro, la Madonna in trono col Bambino e sei Santi conservata chiesa di Santo Stefano a Palazzuolo sul Senio e la Madonna in trono col Bambino, datata 1513, posta nella chiesa di Santa Cristina a Montefiridolfi che viene considerata il suo ultimo dipinto conosciuto. Un altro autografo, a lui attribuito, è conservato presso la Pinacoteca di San Francesco di Acquapendente (museo della Città), raffigurante una Madonna con bambino e San Giovannino, anticamente eseguito per l'altare di S. Antonio da Padova presso l'omonima chiesa di San Francesco (F. Zeri, p. 258; I. Faldi, pp. 37-38). Sono a lui attribuite anche due tavolette devozionali raffiguranti Miracolo di san Pietro martire e Adorazione dei Magi (inv. 1890 nn. 484,485) conservate presso il Museo di Palazzo Davanzati a Firenze 

## Bibliografia

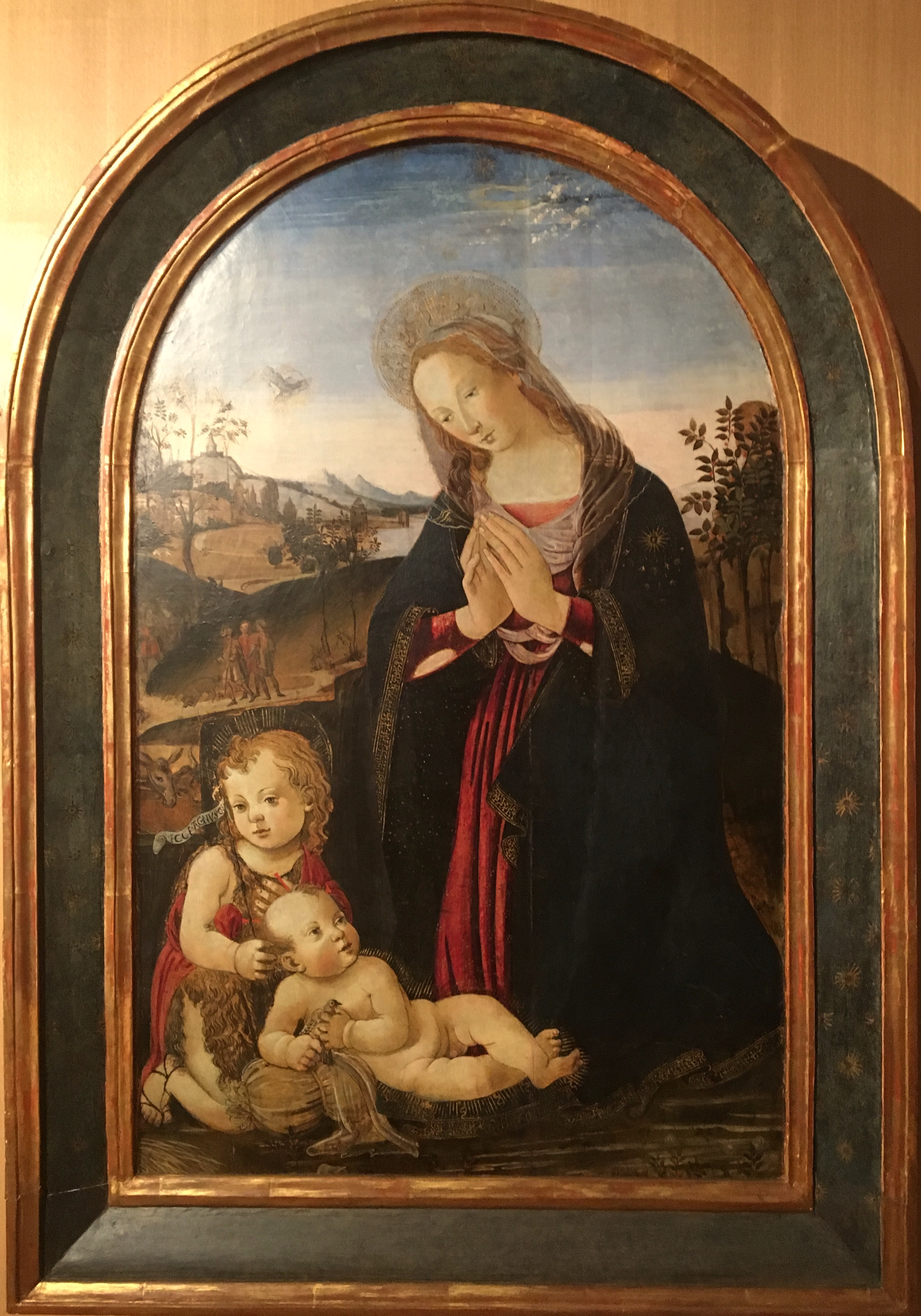
Maestro di Marradi, Madonna con bambino, olio su tavola, (metà del XV secolo), Pinacoteca di San Francesco Museo della Città di Acquapendente